# Birulicze (przystanek kolejowy)
Birulicze (biał. Бірулічы, ros. Бирюличи) – przystanek kolejowy w pobliżu miejscowości Birulicze, w rejonie grodzieńskim, w obwodzie grodzieńskim, na Białorusi.